# Supplemental Type Certificate
Un Supplemental Type Certificate est un document délivré par l'Administration aéronautique américaine confirmant l'autorisation de modifier un aéronef ou un équipement d'aéronef. Par extension les autorités communautaires européennes emploient une terminologie similaire.  

## Contenu
Un STC décrit les modifications autorisées et les conséquences de ces modifications sur les performances ou le comportement de l'aéronef par rapport à sa certification d'origine. Il indique également avec précision les versions du modèle de base concernées. Un STC est attribué nominativement par la FAA à une entreprise ou un bureau d'études ayant déposé un dossier technique. Il est donc la propriété du dépositaire du dossier technique et il est nécessaire d'obtenir l'accord de celui-ci avant de procéder à toute modification de l'aéronef. Un STC peut être revendu ou transféré à un repreneur, mais le transfert de propriété doit obtenir l'autorisation de l'autorité de contrôle.     

## Équivalence européenne
La règlementation européenne concernant les STC est décrite dans la norme (EC) No 1702/2003 du 24 September 2003, alinéa 21.A111 et suivants.